# Huw Irranca-Davies

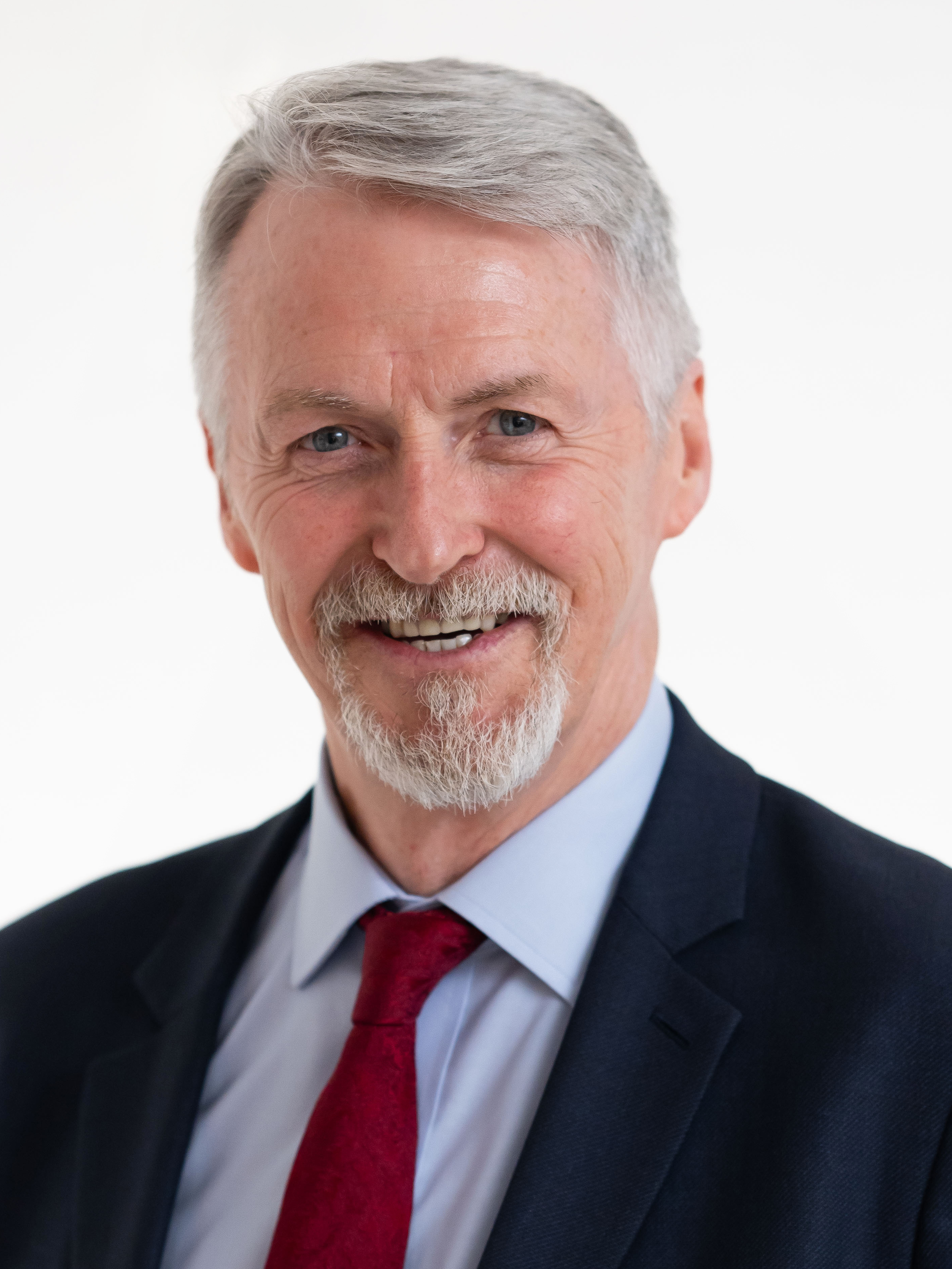
Huw Irranca-Davies (2024)

Huw Irranca-Davies (* 22. Januar 1963 in Goverton) ist ein walisischer Labour-Politiker. Er war von 2002 bis 2016 Mitglied des Unterhauses und ist seitdem Mitglied des walisischen Parlaments. Zwischen 2007 und 2010 hatte er mehrere Staatssekretärpositionen im Kabinett von Gordon Brown inne.
Im März 2024, trat er als Minister für Klimawandel und ländliche Angelegenheiten in die walisische Regierung von Vaughan Gething ein und wurde im August, nach dessen Rücktritt, stellvertretender First Minister von Eluned Morgan.

## Politische Karriere
Bei den Parlamentswahlen 2001 war Huw Irranca-Davies der Kandidat der Labour Party für den Wahlkreis Brecon und Radnor. Er belegte den dritten Platz, 5.000 Stimmen hinter den Kandidaten der Konservativen und Liberaldemokraten.
Im folgenden Jahr fand im Wahlkreis Ogmore nach dem Tod des Abgeordneten Ray Powell eine Nachwahl statt. Er gewann in dieser Labour-Hochburg mit einer komfortablen Mehrheit, aber weniger als bei früheren Wahlen.
In der Regierung von Gordon Brown war Irranca-Davies von 2007 bis 2008 Staatssekretär für Wales und dann von 2008 bis 2010 Staatssekretär für Umwelt, Ernährung und ländliche Angelegenheiten. Nach Browns Niederlage bei den Parlamentswahlen 2010 bekleidete er mehrere Positionen im Schattenkabinett von Ed Miliband.
Im Oktober 2015, kündigt Irranca-Davies seine Absicht an, das Parlament des Vereinigten Königreichs zu verlassen, um zu versuchen, einen Sitz im Nationalversammlung für Wales zu gewinnen. Er wurde von der Welsh Labour Party als ihr Kandidat für den walisischen Wahlkreis Ogmore bei den Parlamentswahlen in Wales 2016 ausgewählt und konnte den Wahlkreis auch gewinnen. Er wurde mit großer Mehrheit gewählt und 2021 wiedergewählt.
Von 2016 bis 2017 leitete er den Ausschuss für Verfassungs- und Gesetzgebungsangelegenheiten des Senedd, bevor er Stellvertretender Minister für Sozialfürsorge und Kinder in der Regierung von Carwyn Jones wurde. Im Jahr 2024 wurde er am 1. März von Vaughan Gething zum Minister für Klimawandel und ländliche Angelegenheiten und am 4. August von Eluned Morgan zum stellvertretenden First Minister ernannt.